# Ali Fathollah-Nejad
Ali Fathollah-Nejad (persisch علی فتح الله نژاد; * 1981 in Täbris) ist ein deutsch-iranischer Politikwissenschaftler und Publizist mit Schwerpunkt auf der Politik des Nahen und Mittleren Ostens, insbesondere Iran, sowie westlicher Außenpolitik und der post-unipolaren Weltordnung.

## Leben und Ausbildung
Fathollah-Nejad wurde 1981 in Täbris geboren und wuchs in Ahvaz auf. 1987 emigrierte seine Familie nach Deutschland. Er absolvierte ein interdisziplinäres Studium der Politikwissenschaft, Soziologie und Rechtswissenschaften an der Sciences Po Lille, der Universität Münster und der Universität Twente. Er erwarb einen Bachelor of Arts und einen Bachelor of Science in Public Administration sowie einen Master of Arts (M.A.) und einen Master of Science (M.Sc.) cum laude in European Studies. Seine Promotion in Internationalen Beziehungen und Entwicklungsstudien schloss er an der School of Oriental and African Studies, University of London, ab.

## Beruflicher Werdegang
Fathollah-Nejad ist Gründer und Direktor des Center for Middle East and Global Order (CMEG), einer in Berlin ansässigen Denkfabrik, die sich mit Transformationen im Nahen Osten und einer Außenpolitik, die Interessen und Werte vereint, beschäftigt. Er ist zudem Gastdozent für Nahostpolitik und internationale Sicherheit an der Hertie School in Berlin und Associate Fellow am Center for Advanced Security, Strategic and Integration Studies (CASSIS) der Universität Bonn.
Zuletzt war er von 2022 bis 2024 Fellow am Issam Fares Institute der American University of Beirut. Zuvor war er unter anderem von 2015 bis 2018 Associate Fellow bei der Deutschen Gesellschaft für Auswärtige Politik und von 2017 bis 2020 Iran-Experte am Brookings Doha Center.

## Publikationen (Auswahl)
- Iran: Wie der Westen seine Werte und Interessen verrät. Aufbau Verlag, Berlin 2025, ISBN 978-3-351-04249-3.
- The politics of culture in times of rapprochement: European cultural and academic exchange with Iran (2015–2016). WeltTrends, Potsdam 2020, ISBN 978-3-947802-29-6.
- Der Iran-Konflikt und die Obama-Regierung: alter Wein in neuen Schläuchen?. Universität Potsdam, Potsdam 2010, ISBN 978-3-86956-042-7.